# Liste der Rektoren der Universität Halle (Saale)
Die Liste der Rektoren der Universität Halle (Saale) führt die für die Leitung des Rektorats Verantwortlichen von der Gründung der Universität Halle 1694 bis zum heutigen Tag auf. Bei der Stiftung der Universität Halle hatte es sich der Stifter vorbehalten, das Rektorat selbst zu übernehmen, oder dieses einer anderen fürstlichen oder Standesperson als Rector magnificentissimus zu übertragen. Demnach wurden dazu Friedrich Wilhelm (1694–1705), Philipp Wilhelm (1705–1711), Friedrich Wilhelm (1712–1715) und der Markgraf Karl (1715–1718) ernannt. Der König erklärte hierauf durch Erlass vom 5. Juni 1718, dass es unnötig sei, fernerhin einen Rector magnificentissimus zu ernennen, worauf diese Würde nicht wieder verliehen wurde. Von der Stiftung an bis 1808 war für die dienstführenden Rektoren die Amtsbezeichnung Prorektor üblich. 1808 wurde der Kanzler Niemeyer zum Rector perpetuus ernannt.
Durch Erlass vom 12. Dezember 1816 No. 1197 wurde gestattet, den Titel Prorektor wieder zu führen. Derselbe wurde indes durch die Universitätsstatuten vom 24. April 1854 § 5 in den eines Rektors verändert. Die Amtszeit eines Prorektors währte vom 12. Juli des Amtsjahres bis zur Übergabe an den neuen Prorektor im Folgejahr. Von 1735 bis 1742 hatte die Universität Halle halbjährige Prorektorate, die sich an die Semesterzeit vom 12. Juli bis zum 12. Januar als Hintersemester (nachfolgend als HS bezeichnet) und vom 12. Januar bis zum 12. Juli als Vordersemester (nachfolgend VS bezeichnet) erstreckten. Mit der Vereinigung der Universität Halle 1817 mit der Universität Wittenberg, findet die Liste der Rektoren der Universität Wittenberg hier ihren Fortgang.

## 17. Jahrhundert

Siegel der alten Universität Halle

### 1694–1699
| Amtszeit  | Name                      | Anmerkung |
| --------- | ------------------------- | --------- |
| 1694–1695 | Johann Wilhelm Baier      | theol.    |
| 1695–1696 | Samuel Stryck             | jur.      |
| 1696–1697 | Friedrich Hoffmann        | med.      |
| 1697–1698 | Christoph Cellarius       | phil.     |
| 1698–1699 | Joachim Justus Breithaupt | theol.    |
| 1699–1700 | Heinrich Bode             | jur.      |

## 18. Jahrhundert

### 1700–1719
| Amtszeit  | Name                         | Anmerkung |
| --------- | ---------------------------- | --------- |
| 1700–1701 | Georg Ernst Stahl            | med.      |
| 1701–1702 | Johann Franz Buddeus         | phil.     |
| 1702–1703 | Paul Anton                   | theol.    |
| 1703–1704 | Samuel Stryck                | jur.      |
| 1704–1705 | Johannes Sperlette           | phil.     |
| 1705–1706 | Johann Peter von Ludewig     | jur.      |
| 1706–1707 | Friedrich Hoffmann           | med.      |
| 1707–1708 | Joachim Justus Breithaupt    | theol.    |
| 1708–1709 | Christian Thomasius          | jur.      |
| 1709–1710 | Heinrich Bode                | jur.      |
| 1710–1711 | Georg Ernst Stahl            | med.      |
| 1711–1712 | Johann Samuel Stryck         | jur.      |
| 1712–1713 | Johann Heinrich Michaelis    | theol.    |
| 1713–1714 | Paul Anton                   | theol.    |
| 1714–1715 | Johannes Sperlette           | phil.     |
| 1715–1716 | Johann Friedemann Schneider  | phil.     |
| 1716–1717 | August Hermann Francke       | theol.    |
| 1717–1718 | Johann Peter von Ludewig     | jur.      |
| 1718–1719 | Friedrich Hoffmann           | med.      |
| 1719–1720 | Nikolaus Hieronymus Gundling | jur.      |

### 1720–1739
| Amtszeit  | Name                                                  | Anmerkung                    |
| --------- | ----------------------------------------------------- | ---------------------------- |
| 1720–1721 | Christian Wolff                                       | phil.                        |
| 1721–1722 | Joachim Lange                                         | theol.                       |
| 1722–1723 | Justus Henning Böhmer                                 | jur.                         |
| 1723–1724 | Johann Heinrich Michaelis                             | theol.                       |
| 1724–1725 | Christian Benedikt Michaelis                          | phil.                        |
| 1725–1726 | Johann Friedemann Schneider                           | phil.                        |
| 1726–1727 | Michael Alberti                                       | med.                         |
| 1727–1728 | Johann Peter von Ludewig                              | jur.                         |
| 1728–1729 | Friedrich Hoffmann                                    | med.                         |
| 1729–1730 | Nicolaus Hieronymus Gundling Johann Peter von Ludewig | jur. † 9. Dezember 1729 jur. |
| 1730–1731 | Joachim Lange                                         | theol.                       |
| 1731–1732 | Simon Peter Gasser                                    | jur.                         |
| 1732–1733 | Justus Henning Böhmer                                 | jur.                         |
| 1733–1734 | Johann Heinrich Michaelis                             | theol.                       |
| 1734–1735 | Johann Gottlieb Heineccius                            | jur.                         |
| 1735 (HS) | Johann Joachim Lange                                  | phil.                        |
| 1736 (VS) | Jacob Gabriel Wolff                                   | jur.                         |
| 1736 (HS) | Christian Benedikt Michaelis                          | theol. et phil.              |
| 1737 (VS) | Karl Gottlieb Knorre                                  | jur.                         |
| 1737 (HS) | Michael Alberti                                       | med.                         |
| 1738 (VS) | Johann Gerhard Schlitte                               | jur.                         |
| 1738 (HS) | Justus Henning Böhmer                                 | jur.                         |
| 1739 (VS) | Gotthilf August Francke                               | theol.                       |
| 1739 (HS) | Johann Peter von Ludewig                              | jur.                         |

### 1740–1759
| Amtszeit    | Name                         | Anmerkung             |
| ----------- | ---------------------------- | --------------------- |
| 1740 (VS)   | Friedrich Hoffmann           | med.                  |
| 1740 (HS)   | Johann Juncker               | med.                  |
| 1741 (VS)   | Johann Joachim Lange         | theol.                |
| 1741 (HS)   | Christian Wolff              | phil.                 |
| 1742–1–1743 | Simon Peter Gasser           | jur.                  |
| 1743–1744   | Martin Schmeitzel            | jur.                  |
| 1744–1745   | Daniel Strähler              | phil.                 |
| 1745–1746   | Andreas Elias Büchner        | med.                  |
| 1746–1747   | Friedrich Wiedeburg          | phil.                 |
| 1747–1748   | Theodor Christoph Ursinus    | phil.                 |
| 1748–1749   | Siegmund Jakob Baumgarten    | theol.                |
| 1749–1750   | Johann Joachim Lange         | phil.                 |
| 1750–1751   | Johann Heinrich Callenberg   | theol.                |
| 1751–1752   | Jacob Gabriel Wolff          | jur.                  |
| 1752–1753   | Christian Benedikt Michaelis | theol. et phil.       |
| 1753–1754   | Michael Alberti              | med. et phil.et phys. |
| 1754–1755   | Johann Tobias Carrach        | jur.                  |
| 1755–1756   | Johann Juncker               | med.                  |
| 1756–1757   | Philipp Adolph Böhmer        | med.                  |
| 1757–1758   | Johann Friedrich Stiebritz   | phil.                 |
| 1758–1759   | Andreas Elias Büchner        | med.                  |
| 1759–1760   | Georg Friedrich Meier        | phil.                 |

### 1760–1779
| Amtszeit  | Name                        | Anmerkung              |
| --------- | --------------------------- | ---------------------- |
| 1760–1761 | Johann Joachim Lange        | math.et mineralog.     |
| 1761–1762 | Johann Salomon Semler       | theol.                 |
| 1762–1763 | Philipp Jakob Heisler       | jur.                   |
| 1763–1764 | Johann Tobias Carrach       | jur.                   |
| 1764–1765 | Johann Andreas von Segner   | mat.et phys.et med.    |
| 1765–1766 | Philipp Adolph Böhmer       | med.                   |
| 1766–1767 | Johann Friedrich Stiebritz  | phil.                  |
| 1767–1768 | Andreas Elias Büchner       | med.                   |
| 1768–1769 | Georg Friedrich Meier       | phil.                  |
| 1769–1770 | Friedrich Christian Juncker | med.                   |
| 1770–1771 | Johann Salomon Semler       | theol.                 |
| 1771–1772 | Ernst Christian Westphal    | jur.                   |
| 1772–1773 | Philipp Jakob Heisler       | jur.                   |
| 1773–1774 | Johann August Nösselt       | theol.                 |
| 1774–1775 | Johann Friedrich Gruner     | theol.et hist. et päd. |
| 1775–1776 | Karl Friedrich Pauli        | jur. et hist.          |
| 1776–1777 | Karl Friedrich Pauli        | jur. et hist.          |
| 1778–1779 | Johann Christian Foerster   | phil.                  |
| 1779–1780 | Adam Nietzki                | med.                   |

### 1780–1799
| Amtszeit  | Name                             | Anmerkung       |
| --------- | -------------------------------- | --------------- |
| 1780–1781 | Philipp Jakob Heisler            | jur.            |
| 1781–1782 | Johann August Nösselt            | theol.          |
| 1782–1783 | Johann Christian Woltaer         | jur.            |
| 1783–1784 | Johann Ludwig Schulze            | theol. et phil. |
| 1784–1785 | Johann Ludwig Schulze            | theol. et phil. |
| 1785–1786 | Johann Christian Foerster        | phil.           |
| 1786–1787 | Johann August Eberhard           | phil.           |
| 1787–1788 | Matthias Christian Sprengel      | phil.           |
| 1788–1789 | Philipp Friedrich Theodor Meckel | med.            |
| 1789–1790 | Johann Salomon Semler            | theol.          |
| 1790–1791 | Johann Reinhold Forster          | phil.           |
| 1791–1792 | Johann Christian Woltaer         | jur.            |
| 1792–1793 | Georg Christian Knapp            | theol.          |
| 1793–1794 | August Hermann Niemeyer          | theol.          |
| 1794–1795 | Johann Christian Foerster        | phil.           |
| 1795–1796 | Johann August Eberhard           | phil.           |
| 1796–1797 | Matthias Christian Sprengel      | phil.           |
| 1797–1798 | Georg Simon Klügel               | phil.           |
| 1798–1799 | Johann Christoph Krause          | phil.           |
| 1799–1800 | Matthias Christian Sprengel      | phil.           |

## 19. Jahrhundert

### 1800–1817
| Amtszeit  | Name                             | Anmerkung |
| --------- | -------------------------------- | --------- |
| 1800–1801 | Philipp Friedrich Theodor Meckel | med.      |
| 1801–1802 | Ludwig Heinrich von Jakob        | phil.     |
| 1802–1803 | Ludwig Heinrich von Jakob        | phil.     |
| 1803–1804 | Ludwig Heinrich von Jakob        | phil.     |
| 1804–1805 | Johann August Eberhard           | phil.     |
| 1805–1806 | Johann Gebhard Ehrenreich Maass  | phil.     |
| 1806–1807 | Johann Gebhard Ehrenreich Maass  | phil.     |
| 1808–1815 | August Hermann Niemeyer          | theol.    |
| 1816–1817 | Johann Gebhard Ehrenreich Maass  | phil.     |

### 1817–1839

Doppelsiegel der Universität Halle-Wittenberg

Als Universität Halle-Wittenberg.
| Amtszeit  | Name                               | Anmerkung |
| --------- | ---------------------------------- | --------- |
| 1817–1818 | Johann Gottfried Gruber            | phil.     |
| 1818–1819 | Johann Gottfried Gruber            | phil.     |
| 1819–1820 | Johann Gottfried Gruber            | phil.     |
| 1820–1821 | Johann Gottfried Gruber            | phil.     |
| 1821–1822 | Johann Gebhard Ehrenreich Maass    | phil.     |
| 1822–1823 | Johann Gebhard Ehrenreich Maass    | phil.     |
| 1823–1824 | Wilhelm Gesenius                   | theol.    |
| 1824–1825 | Ludwig Heinrich von Jakob          | phil.     |
| 1825–1826 | Ludwig Heinrich von Jakob          | phil.     |
| 1826–1827 | Gottlieb Wilhelm Gerlach           | phil.     |
| 1827–1828 | Christian Friedrich Mühlenbruch    | jur.      |
| 1828–1829 | Christian Friedrich Mühlenbruch    | jur.      |
| 1829–1830 | Friedrich Bluhme                   | jur.      |
| 1830–1831 | Johann Gottfried Gruber            | phil.     |
| 1831–1832 | August Wilhelm Heffter             | jur.      |
| 1832–1833 | Ludwig Pernice                     | jur.      |
| 1833–1834 | Ludwig Pernice                     | jur.      |
| 1834–1835 | Ernst Friedrich Germar             | phil.     |
| 1835–1836 | Johann Friedrich Gottfried Eiselen | phil.     |
| 1836–1837 | Gottlieb Wilhelm Gerlach           | phil.     |
| 1837–1838 | Ernst Adolf Theodor Laspeyres      | jur.      |
| 1838–1839 | Ernst Adolf Theodor Laspeyres      | jur.      |
| 1839–1840 | Ludwig Pernice                     | jur.      |

### 1840–1859
| Amtszeit  | Name                                 | Anmerkung |
| --------- | ------------------------------------ | --------- |
| 1840–1841 | Johann Gottfried Gruber              | phil      |
| 1841–1842 | Gottfried Bernhardy                  | phil      |
| 1842–1843 | Gottfried Bernhardy                  | phil      |
| 1843–1844 | Ludwig Pernice                       | jur.      |
| 1844–1845 | Johann Friedrich Gottfried Eiselen   | phil.     |
| 1845–1846 | Johann Samuel Eduard d’Alton         | med.      |
| 1846–1847 | Johann Friedrich Gottfried Eiselen   | phil.     |
| 1847–1848 | Alfred Wilhelm Volkmann              | med.      |
| 1848–1849 | Moritz Hermann Eduard Meier          | phil.     |
| 1849–1850 | Moritz Hermann Eduard Meier          | phil.     |
| 1850–1851 | Alfred Wilhelm Volkmann              | med.      |
| 1851–1852 | Johann Friedrich Gottfried Eiselen   | phil.     |
| 1852–1853 | Johann Friedrich Gottfried Eiselen   | phil.     |
| 1853–1854 | Heinrich Leo                         | phil.     |
| 1854–1855 | Heinrich Leo                         | phil.     |
| 1855–1856 | Karl Georg Bruns                     | jur.      |
| 1856–1857 | Karl Georg Bruns                     | jur.      |
| 1857–1858 | Karl Bernhard Moll                   | theol.    |
| 1858–1859 | Johann Heinrich Friedrich Karl Witte | jur.      |
| 1859–1860 | Johann Eduard Erdmann                | phil.     |

### 1860–1879
| Amtszeit  | Name                     | Anmerkung |
| --------- | ------------------------ | --------- |
| 1860–1861 | Otto Göschen             | jur.      |
| 1861–1862 | Justus Ludwig Jacobi     | theol.    |
| 1862–1863 | Alfred Wilhelm Volkmann  | med.      |
| 1863–1864 | Heinrich Girard          | phil.     |
| 1864–1865 | Heinrich Eduard Heine    | phil.     |
| 1865–1866 | Heinrich Dernburg        | jur.      |
| 1866–1867 | Willibald Beyschlag      | theol.    |
| 1867–1868 | Hermann Ulrici           | phil.     |
| 1868–1869 | Hermann Knoblauch        | phil.     |
| 1869–1870 | Hermann Knoblauch        | phil.     |
| 1870–1871 | Hermann Knoblauch        | phil.     |
| 1871–1872 | Konstantin Schlottmann   | theol.    |
| 1872–1873 | Rudolf Haym              | phil.     |
| 1873–1874 | August Anschütz          | jur.      |
| 1874–1875 | Heinrich Hermann Fitting | philol.   |
| 1875–1876 | Heinrich Keil            | hist.     |
| 1876–1877 | Ernst Dümmler            | phil.     |
| 1877–1878 | Julius Köstlin           | theol.    |
| 1878–1879 | Richard von Volkmann     | med.      |
| 1879–1880 | Ernst von Meier          | jur.      |

### 1880–1899
| Amtszeit  | Name                            | Anmerkung |
| --------- | ------------------------------- | --------- |
| 1880–1881 | Robert Olshausen                | med.      |
| 1881–1882 | Eduard Riehm                    | theol.    |
| 1882–1883 | Heinrich Keil                   | phil.     |
| 1883–1884 | Alfred Boretius                 | jur.      |
| 1884–1885 | Theodor Ackermann               | med.      |
| 1885–1886 | Johannes Conrad                 | phil.     |
| 1886–1887 | Wilhelm Dittenberger            | phil.     |
| 1887–1888 | Martin Kähler                   | theol.    |
| 1888–1889 | Gustav Lastig                   | jur.      |
| 1889–1890 | Eduard Hiller                   | phil.     |
| 1890–1891 | Julius Bernstein                | med.      |
| 1891–1892 | Gregor Kraus                    | phil.     |
| 1892–1893 | Hermann Ferdinand Julius Hering | theol.    |
| 1893–1894 | Willibald Beyschlag             | theol.    |
| 1894–1895 | Franz von Liszt                 | jur.      |
| 1895–1896 | Gustav Droysen                  | hist.     |
| 1896–1897 | Carl Joseph Eberth              | med.      |
| 1897–1898 | Jacob Volhard                   | chem.     |
| 1898–1899 | Emil Kautzsch                   | theol.    |
| 1899–1900 | Edgar Löning                    | jur.      |

## 20. Jahrhundert

### 1900–1919
| Amtszeit  | Name                                    | Anmerkung          |
| --------- | --------------------------------------- | ------------------ |
| 1900–1901 | Richard Pischel                         | philolog.          |
| 1901–1902 | Hermann Suchier                         | theol.             |
| 1902–1903 | Erich Haupt                             | theol.             |
| 1903–1904 | Rudolf Stammler                         | phil.              |
| 1904–1905 | Theodor Lindner                         | hist.              |
| 1905–1906 | Hermann Schmidt-Rimpler                 | med.               |
| 1906–1907 | Carl Robert                             | archäol.           |
| 1907–1908 | Friedrich Loofs                         | hist.              |
| 1908–1909 | Georg Wissowa                           | hist.              |
| 1909–1910 | August Finger                           | jur.               |
| 1910–1911 | Albert Wangerin                         | math.              |
| 1911–1912 | Johann Veit                             | med.               |
| 1912–1913 | Philipp Strauch                         | phil.              |
| 1913–1914 | Ferdinand Friedrich Wilhelm Kattenbusch | med.               |
| 1914–1915 | August Gutzmer                          | math.              |
| 1915–1916 | Otto Kern                               | philolog. et arch. |
| 1916–1917 | Adolf Schmidt                           | med.               |
| 1917–1918 | Wilhelm Lütgert                         | theol.             |
| 1918–1919 | Carl Brockelmann                        | phil.              |
| 1919–1920 | Alfred Denker                           | med.               |

### 1920–1945
| Amtszeit  | Name                | Anmerkung                      |
| --------- | ------------------- | ------------------------------ |
| 1920–1921 | Paul Menzer         | phil.                          |
| 1921–1922 | Ernst von Stern     | philolog. et arch.             |
| 1922–1923 | Ernst von Dobschütz | theol.                         |
| 1923–1924 | Ernst von Stern     | philolog. et arch.             |
| 1924      | Ernst von Dobschütz | theol., 28. April bis 12. Juli |
| 1924–1925 | Franz Schieck       | med.                           |
| 1925      | Ernst von Dobschütz | theol., 1. April bis 12. Juli  |
| 1926–1927 | Valentin Haecker    | Zoologe                        |
| 1927–1928 | Theodor Ziehen      | Psychiater und Philosoph       |
| 1928–1929 | Friedrich Voelcker  | med.                           |
| 1929–1930 | Otto Eißfeldt       | theol.                         |
| 1930–1932 | Gustav Aubin        | jur. et oec.                   |
| 1932–1933 | Gustav Frölich      | agr.                           |
| 1933      | Hermann Stieve      | med., 5. Mai bis 18. November  |
| 1933–1934 | Hans Hahne          | med. et hist.                  |
| 1934–1936 | Emil Woermann       | Agrarökonom                    |
| 1936–1944 | Johannes Weigelt    | Geologe                        |
| 1945      | Wilhelm Wagner      | med., 1. Januar bis Mai        |

### 1945–2000
| Amtszeit  | Name              | Anmerkung                  |
| --------- | ----------------- | -------------------------- |
| 1945–1948 | Otto Eißfeldt     | Theologe                   |
| 1948–1951 | Eduard Winter     | Philosoph                  |
| 1951–1953 | Rudolf Agricola   | Wirtschaftswissenschaftler |
| 1953–1959 | Leo Stern         | Philosoph                  |
| 1959–1963 | Gerhard Bondi     | Wirtschaftswissenschaftler |
| 1963–1965 | Alfred Mäde       | Meteorologe                |
| 1965–1971 | Friedrich Wolf    | Chemiker                   |
| 1971–1977 | Eberhard Poppe    | Jurist                     |
| 1977–1980 | Dieter Bergner    | Philosoph                  |
| 1980–1988 | Werner Isbaner    | Agrarwissenschaftler       |
| 1988–1990 | Horst Zaschke     | Naturwissenschaftler       |
| 1990–1993 | Günther Schilling | Agrarwissenschaftler       |
| 1993–1996 | Gunnar Berg       | Physiker                   |
| 1996–2000 | Reinhard Kreckel  | Soziologe                  |

## 21. Jahrhundert
| Amtszeit  | Name              | Anmerkung            |
| --------- | ----------------- | -------------------- |
| 2000–2006 | Wilfried Grecksch | Mathematiker         |
| 2006–2010 | Wulf Diepenbrock  | Agrarwissenschaftler |
| 2010–2018 | Udo Sträter       | Theologe             |
| 2018–2022 | Christian Tietje  | Jurist               |
| ab 2022   | Claudia Becker    | Statistikerin        |